# Харрис, Ронни
Ро́нальд «Ро́нни» Ву́дсон Ха́ррис (англ. Ronald Woodson "Ronnie" Harris; 3 сентября 1948, Кантон) — американский боксёр лёгких и средних весовых категорий. В конце 1960-х годов выступал за сборную США: чемпион летних Олимпийских игр в Мехико, бронзовый призёр Панамериканских игр, победитель многих международных турниров и национальных первенств. В период 1971—1982 боксировал на профессиональном уровне, был претендентом на титул чемпиона мира по версиям ВБА и ВБС.

## Биография
Ронни Харрис родился 3 сентября 1948 года в городе Кантон, штат Огайо. Активно заниматься боксом начал в возрасте десяти лет, проходил подготовку в боксёрском зале Kent State Golden Flashes. Первого серьёзного успеха на ринге добился в 1966 году, когда стал чемпионом США среди любителей и выиграл национальный турнир «Золотые перчатки» — с этого момента стал попадать в основной состав сборной и принимать участие в крупных международных турнирах. В 1967 году вновь был лучшим в своей стране в лёгком весе и съездил на Панамериканские игры в Виннипег, откуда привёз медаль бронзового достоинства (в полуфинале проиграл кубинцу Энрике Бланко). Год спустя в третий раз подряд одержал победу на первенстве Соединённых Штатов и благодаря череде удачных выступлений удостоился права защищать честь страны на летних Олимпийских играх 1968 года в Мехико. На Олимпиаде победил всех своих соперников, в том числе румына Калистрата Куцова и поляка Юзефа Грудзеня в полуфинале и финале соответственно.
Получив золотую олимпийскую медаль, Харрис решил попробовать себя среди профессионалов и покинул сборную. Его профессиональный дебют состоялся в ноябре 1971 года, своего первого соперника он победил нокаутом в первом же раунде. В течение семи последующих лет провёл множество удачных поединков, после чего летом 1978 года вышел на бой за титул чемпиона мира в среднем весе по версиям Всемирной боксёрской ассоциации (ВБА) и Всемирного боксёрского совета (ВБС). Тем не менее, действующий чемпион аргентинец Уго Корро оказался сильнее, победив раздельным решением судей (это первое поражение в карьере Харриса со времён Панамериканских игр 1967 года).
Несмотря на неудачу, Ронни Харрис продолжил выходить на ринг, победил нескольких крепких соперников, завоевал титул чемпиона Североамериканской боксёрской федерации — защитить этот титул, при всём при том, не сумел ни разу, вскоре уступив его Сэмми Несмиту. Оставался действующим спортсменом вплоть до 1982 года, однако в последнее время уже не имел титульных матчей и встречался не самыми сильными противниками. Всего в профессиональном боксе провёл 37 боёв, из них 35 окончил победой (в том числе 14 досрочно), два раза проиграл.